# Lecrae
Lecrae Moore, conhecido simplesmente por Lecrae (Houston, 9 de Outubro de 1979), é um rapper evangélico, cantor, produtor e ator. É presidente e co-fundador da editora discográfica independente Reach Records.

## Biografia

### Juventude
Lecrae foi criado por sua mãe solteira em um bairro pobre no sul Houston. Logo após seu nascimento, ele se mudou para Denver, longe de seu drogadição pai, depois para San Diego. Aos 6 anos, ele foi abusado sexualmente por sua babá. Quando adolescente, seus modelos eram o rapper Tupac Shakur e seu tio, membro de uma gangue de rua.
Aos 16 anos, ele começou a usar drogas, provando quase todas as substâncias, exceto crack e heroína. Ele começa a roubar no colégio e a traficar drogas, usando a Bíblia de sua avó como amuleto da sorte. Ele é preso por posse de drogas, mas o policial que o prende descobre sua Bíblia e o faz prometer que, se o soltar, viverá de acordo com seus princípios a partir de agora. Posteriormente, ele inicia uma reabilitação. Ele larga as drogas, mas as substitui por álcool e festas.
Ele recebe uma bolsa de estudos e vai estudar teatro na University of North Texas, mas faz música em vez de ir às aulas. Ele abandonou o programa e foi para a Middle Tennessee State University.
Aos 19 anos, ele vai a um estudo bíblico após ser convidado por uma garota da faculdade. Ele fica maravilhado ao ver ali pessoas como ele, que gostam dos mesmos livros e das mesmas músicas, mas que são amorosos. Ele decide viver para Deus, mas ainda toma decisões ruins. A convite de um amigo, ele participa de uma conferência cristã em Atlanta e fica impressionado com a apresentação de um grupo de rap cristão, The Cross Movement. Ele também é tocado por uma apresentação clara do evangelho pelo pastor James White (Christ Our King Community Church), pede perdão por seus pecados e afirma ter experimentado um novo nascimento.
Posteriormente, ele é vítima de um acidente de carro e sai ileso. Ele voltou para a University of North Texas e formou-se em Sociologia e Mídia Eletrônica em 2003. No mesmo ano, em uma reunião de estudo bíblico na Denton Bible Church em Denton (Texas) lá, ele conheceu Ben Washer, com quem seria voluntário e cantaria em uma instalação correcional juvenil.  A resposta positiva dos jovens ao rap cristão os encoraja a começar uma gravadora.

### Carreira
Em 2004, cinco anos após sua conversão, Lecrae co-fundou o selo Reach Records com Ben Washer. Aos 25 anos, lançou seu primeiro álbum Real Talk. No ano seguinte, foi relançado pela Cross Movement Records.
Lecrae lançou seu segundo álbum de estúdio em 15 de agosto de 2006, After the Music Stops, que ficou em 5º lugar no Top Gospel Albums, 7º no Top Christian Albums e 16º no Top Heatseekers.
Em 8 de outubro de 2008, lançou seu terceiro álbum, Rebel. É classificado em 3º lugar em álbuns de rap baixados no iTunes e 1º no Top Gospel Albums por duas semanas. O álbum permanece em abril de 2010 classificado como Top Gospel Albums por 78 semanas.
Em 2009, mudou-se para Atlanta e ajudou a estabelecer a Igreja Blueprint (Convenção Batista do Sul).
Ele lançou o álbum Rehab em 2010. Ele classificou 17º na Billboard 200, tornando-se um dos álbuns de rap cristão mais vendidos e 5º em Melhores álbuns de rap.
Em 9 de setembro de 2014, ele lançou o álbum Anomaly, que alcançou o primeiro lugar na Billboard.
Em 2017, lançou o álbum All Things Work Together.

## Discografia
- Real Talk (2004)
- After the Music Stops (2006)
- Rebel (2008)
- Rehab (2010)
- Rehab: The Overdose (2011)
- Gravity (2012)
- Anomaly (2014)
- All Things Work Together (2017)
- Let the Trap Say Amen (com Zaytoven) (2018)
- Restoration (2020)
- No Church In a While (com 1k Phew) (2021)

## Recompensas
Em 2016, ele recebeu um doutorado honorário em música do Canada Christian College de Whitby (Ontário) por seu compromisso em compartilhar uma mensagem de esperança com jovens desfavorecidos.
Em 2022, durante sua carreira, ele recebeu 2 Grammy Awards  e 11 Dove Awards.